# Danzig (álbum)
Danzig es el álbum debut homónimo de la banda estadounidense de heavy metal Danzig, editado en 1988. Este álbum fue la primera edición del nuevo sello discográfico de Rick Rubin, Def American Recordings, quien también fue productor del álbum. La banda es liderada por Glenn Danzig, también compositor y vocalista de Misfits y Samhain.
El disco alcanzó la fama entre 1993 y 1994 cuando el tema "Mother" empezó a escucharse en radios y televisión debido a la inclusión de este sencillo de la banda en la placa Thrall/Demonsweatlive [cita requerida].
El álbum cuenta con la colaboración en los coros de James Hetfield, guitarrista y cantante de Metallica, en los temas "Twist of Cain" y "Possesion", pero por problemas con las productoras no figuró en los créditos[cita requerida].
Danzig es el álbum de larga duración más vendido de la banda[cita requerida].

## Lista de canciones
Todas compuestas por Glenn Danzig a menos que se indique lo contrario.
1. "Twist of Cain" – 4:18
2. "Not of This World" – 3:42
3. "She Rides" – 5:10
4. "Soul on Fire" – 4:36
5. "Am I Demon" – 4:57
6. "Mother" – 3:24
7. "Possession" – 3:56
8. "End of Time" – 4:02
9. "The Hunter" (Booker T. Jones, Al Jackson, Jr., Donald Dunn, Steve Cropper y Carl Wells) – 3:31
10. "Evil Thing" – 3:16

## Créditos
- Glenn Danzig - voz
- Eerie Von - bajo
- John Christ - guitarra eléctrica
- Chuck Biscuits - batería

Adicional
- James Hetfield - coros en "Twist of Cain" y "Possesion"

## Producción
- Producción artística: Rick Rubin
- Ingenieros: Dave Bianco, Steve Ett y Jim Scott
- Grabación: en Atlantic Recording Studios y Chung King Metal
- Mezcla: en Smoke Tree and Village
- Masterizado: Howie Weinburg
- Fotografía: Mark Weiss

- Datos: Q1165303